# Saturday morning cartoon
Saturday morning cartoon (deutsch Samstagmorgen-Zeichentrickserie) nennt man in den USA Zeichentrickserien, die seit Mitte der 1960er-Jahre von den großen US-amerikanischen Fernsehsendern ausgestrahlt werden, typischerweise am Samstagmorgen. 

## Anfänge der Saturday morning cartoons
Obwohl die diversen Networks bereits eine beträchtliche Anzahl von jungen Zuschauern am Samstagmorgen verbuchen konnten, wurde ihnen erst Mitte der 1960er-Jahre klar, wie viel mehr Kinder sie mit Cartoons bzw. Kinderprogrammen vor den Fernseher locken konnten. Viele Sendungen, darunter auch einige der Hanna-Barbera-Produktionen, wurden von der Primetime auf Samstagvormittag verlegt. Volle vier Stunden konnte man nun Kinder mit kinderfreundlichen Programmen begeistern, wobei bereits damals die Werbung nicht zu kurz kam.

## Weiterer Werdegang
Mitte der 80er verschwand das Interesse der Jugend, sich am Samstagmorgen vor den Fernsehapparat zu setzen. Zum einen begann der Heimvideo-Markt sich zu entwickeln und Unternehmen wie Disney konnten qualitativ hochwertigere Cartoons in die Wohnzimmer bringen, und zum anderen starteten Fernsehstationen, welche sich speziell auf das Ausstrahlen von Zeichentricksendungen spezialisierten, wie zum Beispiel Cartoon Network oder Nickelodeon. Diese ließen die Saturday morning cartoons immer unwichtiger erscheinen.

## Momentane Situation
Viele der großen Sendeanstalten wie NBC oder CBS verbannten die Cartoons ganz aus dem Programm und stellten der Welt ein eher Teenager-orientiertes Programm vor.
Nachdem der Sender ABC 1996 von Disney aufgekauft wurde, begannen die Saturday Morning cartoons unter dem Namen Disney's One Saturday Morning wieder zu laufen. Die meisten der gezeigten Sendungen waren von Disney selbst und sind auch im Disney Channel zu sehen. CBS machte es kurze Zeit später genauso und zeigte am Samstag Sendungen aus dem Programm von Nickelodeon. Einige andere Sender folgten diesem Beispiel.

## Programm
Das Programm am Samstagmorgen bestand über die Jahre aus vielen, auch sehr klischeehaften Serien. Unter anderem:
Cartoons:
- Speed Racer
- Spider-Man
- Familie Feuerstein (The Flintstones)
- Die Jetsons
- Die Archies (The Archie Show)
- Scooby Doo, wo bist du? (Scooby-Doo, Where Are You?)
- Josie And The Pussycats
- Underdog
- Jonny Quest
- Hong Kong Pfui (Hong Kong Phooey)
- Fliegende Männer in tollkühnen Kisten (Dastardly & Muttley in Their Flying Machines)
- Wacky Races – Autorennen Total (Wacky Races)
- Fat Albert
- Popeye (Popeye the Sailor)
- Alvin and the Chipmunks
- Tom und Jerry

Real-Sendungen:
- The Banana Splits Adventure Hour
- The Bugaloos
- H. R. Pufnstuf
- Sigmund and the Sea Monsters